# Valkyrien (Schiff, 1890)
Der 1890 in Dienst gestellte dänische Geschützte Kreuzer Valkyrien blieb ein Einzelschiff in der dänischen Marine. Das bis 1909 als Kreuzerkorvette bezeichnete Schiff war ein Nachbau der von der Firma Armstrong entwickelten Elswick-Kreuzer mit zwei 21-cm-Einzelgeschützen. 1899/1900 führte die Valkyrien eine Reise nach Ostasien durch. 1901/1902 und 1915 bis 1917 war sie Stationsschiff in Dänisch-Westindien. 1919/1920 repatriierte sie Nordschleswiger, die als deutsche Kriegsgefangene in alliierten Lagern waren, nach Dänemark.
1923 wurde das Schiff in Dänemark abgebrochen.

## Baugeschichte
Die Valkyrien war ein Nachbau der dänischen Staatswerft der von der Firma Armstrong entwickelten Elswick-Kreuzer, wie diese sie zuerst mit der Esmeralda an Chile geliefert hatte. Der relativ leicht gepanzerte Typ setzte auf eine vergleichsweise schwere Bewaffnung und eine höhere Geschwindigkeit, um sich gegen stärkere wie schwächere Gegner erfolgreich behaupten zu können.
Die Valkyrien erhielt zwei 21-cm-L/35-Krupp-Kanonen mit Schutzschilden auf dem Vor- und Achterdeck, sowie sechs 15-cm-L/35-C.88-Kanonen des gleichen Herstellers seitlich der Aufbauten in Schwalbennestern. Die leichte Artillerie wurde von der französischen Firma Hotchkiss geliefert, deren Waffen bei allen Marinen der Welt (teilweise in Lizenz hergestellt) eingesetzt wurden. Mit zwei Bug- und einem Heckrohr sowie zwei Torpedorohren seitlich an Deck verfügte das Schiff auch in diesem Bereich über eine starke Bewaffnung.
Dazu konnte die Valkyrien auch noch zwei kleine Torpedoboote (Nr.10 und 11) mitführen, die von Thornycroft 1888 geliefert wurden. Die kleinen Boote von 17 t waren 21 m lang und glichen den Booten, die schon für die Panzerschiffe Tordenskjold, Helgoland und Iver Hvitfeldt geliefert worden waren. Von 1890 bis 1893 wurden sie mit der Valkyrien eingesetzt. Sie wurden 1912 in die Patrouillenboote P 10 und P 11 umbenannt und erst 1917 außer Dienst gestellt.
Die Panzerung der Valkyrien bestand aus dem üblichen Panzerdeck geschützter Kreuzer und war in normalem Stahl ausgeführt. Die Maschinen wurden von der dänischen Firma Burmeister & Wain geliefert, die in der Regel die Antriebsmaschinen der auf der Staatswerft gebauten Kriegsschiffe zulieferte. Mit ihrer Bewaffnung und der Geschwindigkeit von 17,5 kn war die Valkyrien bei ihrer Auslieferung ein sehr modernes Schiff.
Im ersten Jahrzehnt ihrer Dienstzeit entwickelten sich die Schiffspanzerungen durch Verwendung gehärteter Stähle schnell und auch die Artillerie nahm eine rasante Entwicklung. Nicht nur bei speziellen Schnellfeuergeschützen erhöhten sich die Feuergeschwindigkeiten durch mechanisierte Ladevorgänge erheblich. Die Valkyrien erfuhr aber bis zur Versetzung in die Reserve 1910 keine Modernisierung, da die dänische Küstenverteidigungsflotte einen derartigen Kreuzer nur bedingt benötigte. Erst 1913 vor einer Verwendung im Mittelmeer während der Balkankriege tauschte man die 15-cm-Kanonen, die nur einen Schuss pro Minute feuern konnten, gegen moderne 7,5-cm-Geschütze aus. Während des Ersten Weltkrieges ersetzte man dann auch die 21-cm-Kanonen, die nur eine geringe Reichweite hatten und nur alle drei Minuten feuerbereit waren, durch zwei moderne 15-cm-Kanonen vom Küstenpanzerschiff Peder Skram, die sechs bis sieben Schuss pro Minute feuern konnten und eine Reichweite von über 14 km hatten.

## Einsatzgeschichte
Die Valkyrien kam am 4. Juni 1890 erstmals in Dienst und übte ab dem 5. August mit dem Manövergeschwader, um am 25. September 1890 wieder deaktiviert zu werden. Erst am 16. Juni 1893 wurde sie wieder in Dienst genommen und begleitete dann die königliche Yacht Dannebrog mit Gästen zur Hochzeit des Herzogs von York (Enkel des dänischen Königs) mit der Prinzessin Maria von Teck, dem späteren englischen Königspaar. Anschließend wurde noch Madeira besucht. Vom 2. August bis zum 28. September 1893 gehörte der Kreuzer dann wieder zum Manövergeschwader. Auch die nächste Aktivierung des Schiffes begann mit einer Reise zu einer Hochzeit nach England. Diesmal wurde die Reise mit dem Küstenpanzerschiff Iver Hvitfeldt durchgeführt und das Hochzeitspaar war das spätere norwegische Königspaar, Prinz Carl von Dänemark und die englische Prinzessin Maud, beide Enkel der regierenden Monarchen. Vom 13. Juli bis zum 30. September 1896 folgte für die Valkyrien der übliche Flottendienst.

### Die Ostasienreise
Die nächste Aktivierung erfolgte erst am 3. Oktober 1899 zu einer vom dänischen Parlament ausdrücklich befürworteten Ostasienreise unter dem Kommando des jüngsten Königssohns, Prinz Waldemar. Mit 272 Mann Besatzung trat der Kreuzer die Reise über Plymouth, Algier, Malta, Port Said, Aden, Colombo, Singapur, Bangkok, Saigon nach Hongkong an. Der Kreuzer besuchte dann noch Fuzhou, Shanghai, Yokohama, Kōbe, Nagasaki, um dann über Batavia, Piräus, Gibraltar und Le Havre wieder zurück zu reisen. Hans Niels Andersen von der Det Østasiatiske Kompagni als Vertreter der Kopenhagener Handelskammer und der Journalist Henrik Cavling folgten mit einer Gruppe der Kopenhagener Gesellschaft auf dem neuen Frachter Annam dem Kreuzer bis Thailand.
Der Prinz besuchte auch den siamesischen König Chulalongkorn und den japanischen Kaiser Meiji. Am 31. Juli 1900 kehrte der Kreuzer nach Kopenhagen zurück und befand sich bei Beginn des chinesischen Boxeraufstands bereits auf der Rückreise.
Die nächste Dienstzeit vom 16. Oktober 1901 bis zum 5. Juli 1902 verbrachte die Valkyrien als Stationsschiff in Dänisch-Westindien. Ab dem 11. Mai 1902 unterstützte sie französische Schiffe, u. a. den Kreuzer Suchet, bei Rettungsmaßnahmen nach einem Vulkanausbruch auf Martinique. Schon im ersten Hafen nahe dem ausgebrochenen Vulkan wurden 600 Zivilisten an Bord genommen, um sie in Sicherheit zu bringen. Vom 1. Juli bis 30. September 1903 war der Kreuzer dann nochmals im Einsatz in der Heimat, führte anfangs Einzelreisen und -ausbildung durch und gehörte ab dem 3. August zum Manövergeschwader. Bis 1910 wurde das Schiff nicht wieder aktiviert und dann der Reserve zugeordnet.
Am 4. November 1913 wurde die Valkyrien nochmals aktiviert, um bis zum 4. Februar 1914 im Mittelmeer eingesetzt zu sein. Der Einsatz fand nach dem Ende der Balkankriege bei fortbestehenden Spannungen zwischen den Staaten statt, wobei wegen der engen Verwandtschaft der Königshäuser besondere Beziehungen Dänemarks zu Griechenland bestanden. Für den Einsatz wurde der Kreuzer umgerüstet und die alten, sehr langsam feuernden 15-cm-Geschütze der Seitenbatterie durch moderne 75-mm-Schnellfeuerkanonen ersetzt.
Als die dänischen Marine im Ersten Weltkrieg ab dem 1. August 1914 ihre Neutralitätswache einrichtete, wurde die Valkyrien dem 2. Geschwader am Großen Belt als Wohn- und Ausbildungsschiff zugewiesen. Die 1913 begonnene Modernisierung der Waffen wurde fortgesetzt und die beiden alten 21-cm-Kanonen durch moderne 15-cm-Bofors-Geschütze ersetzt. Vom 14. April bis zum 21. September 1915 diente der Kreuzer als Übungsschiff für Seeoffiziers- und Ingenieuranwärter.

### Übergabe von Dänisch-Westindien

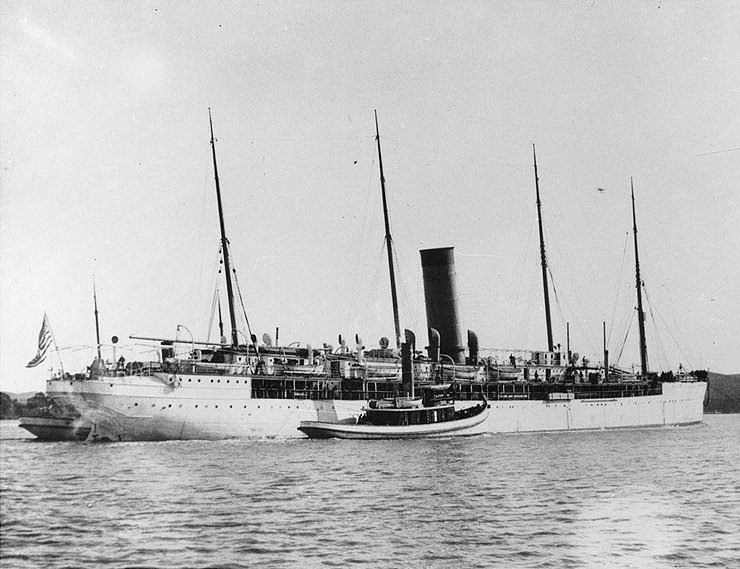
Die Hancock, die US-Marines zur Übernahme der Virgin Islands transportierte

Am 8. November 1915 wurde die Valkyrien dann erneut das Stationsschiff für Dänisch-Westindien. Dort herrschten allgemeine soziale Unruhen unter der schwarzen Bevölkerung, so dass Dänemark sich genötigt sah, den Kreuzer zu entsenden, um Ruhe und Ordnung wiederherzustellen. Im Januar 1916 einigten sich die USA und Dänemark (erneut) auf einen Verkauf von Dänisch-Westindien. Als die geheimgehaltenen Verhandlungen im Sommer 1916 in Dänemark bekannt wurden, kam es zum Proteststurm der Nationalisten. Die Frage wurde erstmals dem dänischen Volk zur Abstimmung vorgelegt. Die Mehrzahl der Dänen stimmte am 14. Dezember 1916 für den Verkauf Dänisch-Westindiens an die USA. Am 1. April 1917 wechselten die Inseln für 25 Millionen Dollar den Besitzer. Der Kommandant der Valkyrien war der letzte dänische Gouverneur der Inseln und wickelte die Übergabe mit der United States Navy ab. Die Inseln wurden die United States Virgin Islands. Am 10. Mai 1917 traf der Kreuzer wieder in Dänemark ein und wurde deaktiviert.
1918 lag der alte Kreuzer in Holmen und diente als (Quarantäne-)Krankenhaus während der spanischen Grippe. Ab Mai bis zum September 1919 wurde er wieder Ausbildungsschiff für Kadetten. Im Juli wurde das Schiff nach Ägypten und Malta geschickt, um unter den deutschen Kriegsgefangenen Nordschleswiger zur Rückkehr nach Dänemark zu bewegen. Mit 160 Mann aus den Lagern kehrte das Schiff zurück. Ab Oktober bis Februar 1920 folgten Fahrten nach Holland, Belgien und Frankreich, die weitere 135 "sønderjyder" nach Dänemark zurückbrachten. Im Sommer 1921 wurde die Valkyrien für eine Fahrt des dänischen Königs zu den Färöern und nach Island genutzt.
Vom 17. Mai bis zum 15. September 1923 folgte die letzte aktive Phase des Schiffes, das als Übungsschiff für die Offiziers- und Unteroffiziersschule diente.
Anschließend wurde die Valkyrien zum Abbruch verkauft, der 1924 in Dänemark abgeschlossen wurde.